# Osterode am Harz
Osterode am Harz é uma cidade da Alemanha localizada no distrito de Osterode, estado de Baixa Saxônia.